# جبريل مونتيل غوتيريز
جبريل مونتيل غوتيريز (بالإسبانية: Gabriel Montiel Gutiérrez)‏ (23 سبتمبر 1989 في المكسيك - ) هو يوتيوبي ولاعب كرة قدم مكسيكي في مركز الوسط.